# Catherine Rampell
Catherine Chelsea Rampell, née le 4 novembre 1984, est une journaliste américaine et une chroniqueuse d’opinion indépendante qui est publiée dans plusieurs journaux à l’échelle nationale. 

## Enfance et études
Catherine Rampell a grandi dans une famille juive du sud de la Floride, fille d'Ellen (née Kahn), comptable, et de Richard Rampell,,. Elle a étudié à l'Université de Princeton, où elle a obtenu son diplôme en 2007,. Ses deux parents sont des anciens de Princeton. 

## Carrière
Catherine Rampell est chroniqueuse d'opinion pour The Washington Post et membre du groupe des écrivains du Washington Post. Elle est également commentatrice politique à CNN. Avant de rejoindre le Washington Post, Catherine Rampell était journaliste économique, critique de théâtre et blogueuse pour The New York Times. 

## Vie privée
En 2014, elle a épousé Christopher Conlon. Conlon a été professeur associé d'économie à l'Université de Columbia puis, à partir de juillet 2016, professeur adjoint d'économie à la Stern School of Business de l'Université de New York. 